# Општина Халасинго (Веракруз)
Халасинго (шп. Jalacingo) општина је у Мексику у савезној држави Веракруз. Општина се налази на надморској висини од 1861 м.

## Становништво
Према подацима из 2010. у општини је живело 40747 становника.

### Хронологија
| Година       | 2000                  | 2005                  | 2010                  |
| ------------ | --------------------- | --------------------- | --------------------- |
| Становништво | 33399 (16649 / 16750) | 37791 (18562 / 19229) | 40747 (19969 / 20778) |

### Попис
| \| \| м \| \| \| ж \| \| 0—2 \| 1.476 \| \| \| 1.386 \| \| 3—5 \| 1.553 \| \| \| 1.456 \| \| 6—11 \| 3.262 \| \| \| 3.235 \| \| 12—14 \| 1.417 \| \| \| 1.434 \| \| 15—17 \| 1.416 \| \| \| 1.406 \| \| 18—24 \| 2.644 \| \| \| 2.771 \| \| 60+ \| 1.401 \| \| \| 1.579 \| \| Просек : \| 25,1 \| \| \| 26,2 \| |       |  |  |       |
| |       |  |  |       |
| | м     |  |  | ж     |
| 0—2 | 1.476 |  |  | 1.386 |
| 3—5 | 1.553 |  |  | 1.456 |
| 6—11 | 3.262 |  |  | 3.235 |
| 12—14 | 1.417 |  |  | 1.434 |
| 15—17 | 1.416 |  |  | 1.406 |
| 18—24 | 2.644 |  |  | 2.771 |
| 60+ | 1.401 |  |  | 1.579 |
| Просек : | 25,1  |  |  | 26,2  |

| #   | Индикатор                                                                                        | Вредност |
| --- | ------------------------------------------------------------------------------------------------ | -------- |
| 1   | Становништво од 0 до 2 године                                                                    | 2862     |
| 2   | Мушко становништво од 0 до 2 године                                                              | 1476     |
| 3   | Женско становништво од 0 до 2 године                                                             | 1386     |
| 4   | Становништво са 3 и више година                                                                  | 37790    |
| 5   | Мушко становништво са 3 и више година                                                            | 18445    |
| 6   | Женско становништво са 3 и више година                                                           | 19345    |
| 7   | Становништво са 5 и више година                                                                  | 35803    |
| 8   | Мушко становништво са 5 и више година                                                            | 17429    |
| 9   | Женско становништво са 5 и више година                                                           | 18374    |
| 10  | Становништво са 12 и више година                                                                 | 28284    |
| 11  | Мушко становништво са 12 и више година                                                           | 13630    |
| 12  | Женско становништво са 12 и више година                                                          | 14654    |
| 13  | Становништво са 15 и више година                                                                 | 25433    |
| 14  | Мушко становништво са 15 и више година                                                           | 12213    |
| 15  | Женско становништво са 15 и више година                                                          | 13220    |
| 16  | Становништво са 18 и више година                                                                 | 22611    |
| 17  | Мушко становништво са 18 и више година                                                           | 10797    |
| 18  | Женско становништво са 18 и више година                                                          | 11814    |
| 19  | Становништво од 3 до 5 година                                                                    | 3009     |
| 20  | Мушко становништво од 3 до 5 година                                                              | 1553     |
| 21  | Женско становништво од 3 до 5 година                                                             | 1456     |
| 22  | Становништво од 6 до 11 година                                                                   | 6497     |
| 23  | Мушко становништво од 6 до 11 година                                                             | 3262     |
| 24  | Женско становништво од 6 до 11 година                                                            | 3235     |
| 25  | Становништво од 8 до 14 година                                                                   | 7216     |
| 26  | Мушко становништво од 8 до 14 година                                                             | 3592     |
| 27  | Женско становништво од 8 до 14 година                                                            | 3624     |
| 28  | Становништво од 12 до 14 година                                                                  | 2851     |
| 29  | Мушко становништво од 12 до 14 година                                                            | 1417     |
| 30  | Женско становништво од 12 до 14 година                                                           | 1434     |
| 31  | Становништво од 15 до 17 година                                                                  | 2822     |
| 32  | Мушко становништво од 15 до 17 година                                                            | 1416     |
| 33  | Женско становништво од 15 до 17 година                                                           | 1406     |
| 34  | Становништво од 18 до 24 године                                                                  | 5415     |
| 35  | Мушко становништво од 18 до 24 године                                                            | 2644     |
| 36  | Женско становништво од 18 до 24 године                                                           | 2771     |
| 37  | Женско становништво од 15 до 49 година                                                           | 10391    |
| 38  | Становништво са 60 и више година                                                                 | 2980     |
| 39  | Мушко становништво са 60 и више година                                                           | 1401     |
| 40  | Женско становништво са 60 и више година                                                          | 1579     |
| 41  | Однос између мушкараца и жена                                                                    | 96.11    |
| 42  | Становништво од нуле до 14 година                                                                | 15219    |
| 43  | Становништво од 15 до 64 године                                                                  | 23300    |
| 44  | Становништво од 65 година и више                                                                 | 2133     |
| 45  | Просечан број деце                                                                               | 2.93     |
| 46  | Становништво рођено у ентитету                                                                   | 34814    |
| 47  | Мушко становништво рођено у ентитету                                                             | 17266    |
| 48  | Женско становништво рођено у ентитету                                                            | 17548    |
| 49  | Становништво рођено у другом ентитету                                                            | 5756     |
| 50  | Мушко становништво рођено у другом ентитету                                                      | 2613     |
| 51  | Женско становништво рођено у другом ентитету                                                     | 3143     |
| 52  | Становништво од 5 година и више резидентно у ентитету у јуну 2005. године                        | 34200    |
| 53  | Мушко становништво старосног доба од 5 година и више, резидентно у ентитету у јуну 2005. године  | 16640    |
| 54  | Женско становништво старосног доба од 5 и више година, резидентно у ентитету у јуну 2005. године | 17560    |
| 55  | Становништво од 5 година и више које је живело у другом ентитету у јуну 2005. године             | 1356     |
| 56  | Мушко становништво старије од 5 година које је живело у другом ентитету у јуну 2005. године      | 623      |
| 57  | Женско становништво старије од 5 година које је живело у другом ентитету у јуну 2005. године     | 733      |
| 58  | Становништво од 3 године и више које говори аутохтони језик                                      | 89       |
| 59  | Мушко становништво старо 3 године и више које говори аутохтони језик                             | 39       |
| 60  | Женско становништво старо 3 године и више које говори аутохтони језик                            | 50       |
| 61  | Становништво од 3 године и више које говори аутохтони језик и не говори шпански језик            | 0        |
| 62  | Мушко становништво старо 3 године и више које говори аутохтони језик и не говори шпански         | 0        |
| 63  | Женско становништво старо 3 године и више које говори аутохтони језик и не говори шпански језик  | 0        |
| 64  | Становништво старо 3 године и више које говори аутохтони језик и шпански                         | 69       |
| 65  | Мушко становништво старо 3 године и више које говори аутохтони језик и шпански                   | 26       |
| 66  | Женско становништво старо 3 године и више које говори аутохтони језик и шпански                  | 43       |
| 67  | Становништво од 5 година и више које говори аутохтони језик                                      | 88       |
| 68  | Становништво од 5 година и више које говори аутохтони језик и не говори шпански језик            | 0        |
| 69  | Становништво од 5 година и више које говори аутохтони језик и говори шпански језик               | 69       |
| 70  | Становништво у домородачким домаћинствима                                                        | 298      |
| 71  | Становништво са ограничењима у активностима                                                      | 1673     |
| 72  | Становништво са ограниченим ходањем или кретањем, горе или доле                                  | 798      |
| 73  | Становници са ограничењима вида, чак и уз кориштење сочива                                       | 447      |
| 74  | Становништво са ограничењима говора, комуникације или конверзације                               | 315      |
| 75  | Становништво са ограниченим слухом                                                               | 279      |
| 76  | Становништво са ограничењима при одевању, купању или јелу                                        | 111      |
| 77  | Становништво са ограничењима у опажању или учењу једноставних ствари                             | 98       |
| 78  | Становништво са менталним ограничењима                                                           | 152      |
| 79  | Становништво без ограничења активности                                                           | 38862    |
| 80  | Становништво од 3 до 5 година које не похађа школу                                               | 1997     |
| 81  | Мушко становништво од 3 до 5 година које не похађа школу                                         | 1016     |
| 82  | Женско становништво од 3 до 5 година које не похађа школу                                        | 981      |
| 83  | Становништво од 6 до 11 година које не похађа школу                                              | 341      |
| 84  | Мушко становништво од 6 до 11 година које не похађа школу                                        | 177      |
| 85  | Женско становништво од 6 до 11 година које не похађа школу                                       | 164      |
| 86  | Становништво од 12 до 14 година које не похађа школу                                             | 648      |
| 87  | Мушко становништво од 12 до 14 година које не похађа школу                                       | 337      |
| 88  | Женско становништво од 12 до 14 година које не похађа школу                                      | 311      |
| 89  | Становништво од 15 до 17 година похађа школу                                                     | 1166     |
| 90  | Мушко становништво од 15 до 17 година похађа школу                                               | 556      |
| 91  | Женско становништво између 15 и 17 година живота у школи                                         | 610      |
| 92  | Становништво од 18 до 24 године похађа школу                                                     | 599      |
| 93  | Мушко становништво од 18 до 24 године похађа школу                                               | 292      |
| 94  | Женско становништво од 18 до 24 године похађа школу                                              | 307      |
| 95  | Становништво од 8 до 14 година које не може да чита и пише                                       | 511      |
| 96  | Мушко становништво старосног доба од 8 до 14 година које не може да чита и пише                  | 308      |
| 97  | Женско становништво старосног доби од 8 до 14 година које не може да чита и пише                 | 203      |
| 98  | Становништво од 15 година и више које је неписмено                                               | 4417     |
| 99  | Мушко становништво од 15 година и више које је неписмено                                         | 1733     |
| 100 | Женско становништво од 15 година и више које је неписмено                                        | 2684     |
| 101 | Становништво старо 15 и више година без школовања                                                | 3728     |
| 102 | Мушко становништво старо 15 и више година без школовања                                          | 1565     |
| 103 | Женско становништво старо 15 и више година без школовања                                         | 2163     |
| 104 | Становништво старосног доба 15 и више година са непотпуним основним образовањем                  | 7302     |
| 105 | Мушко становништво старосног доба од 15 година и више са непотпуном основним образовањем         | 3370     |
| 106 | Женско становништво старосног доба 15 и више година са непотпуном основним образовањем           | 3932     |
| 107 | Становништво старо 15 и више година са комплетним основним образовањем                           | 6779     |
| 108 | Мушко становништво старо 15 година и више са комплетним основним образовањем                     | 3445     |
| 109 | Женско становништво старо 15 и више година са комплетним основним образовањем                    | 3334     |
| 110 | Становништво старосног доба 15 и више година са непотпуним средњим образовањем                   | 1217     |
| 111 | Мушко становништво старосног доба од 15 година и више са непотпуним средњим образовањем          | 630      |
| 112 | Женско становништво старосног доба од 15 година и више са непотпуним средњим образовањем         | 587      |
| 113 | Становништво старо 15 и више година са пуним секундарном образовањем                             | 3583     |
| 114 | Мушко становништво старосног доба од 15 година и више са пуним секундарном образовањем           | 1852     |
| 115 | Женско становништво старосног доба од 15 година и више са пуним секундарном образовањем          | 1731     |
| 116 | Становништво старије од 18 година са постосновним образовањем                                    | 2392     |
| 117 | Мушко становништво старије од 18 година са постосновним образовањем                              | 1151     |
| 118 | Женско становништво старије од 18 година са постосновним образовањем                             | 1241     |
| 119 | Просечна оцена школовања                                                                         | 5.38     |
| 120 | Просечан ниво образовања мушке популације                                                        | 5.58     |
| 121 | Просечан ниво образовања женског становништва                                                    | 5.2      |
| 122 | Економски активно становништво                                                                   | 14208    |
| 123 | Економски активна мушка популација                                                               | 11048    |
| 124 | Економски активна женска популација                                                              | 3160     |
| 125 | Становништво које није економски активно                                                         | 13964    |
| 126 | Мушко становништво које није економски активно                                                   | 2527     |
| 127 | Женско становништво које није економски активно                                                  | 11437    |
| 128 | Запослено становништво                                                                           | 13943    |
| 129 | Запослено мушко становништво                                                                     | 10809    |
| 130 | Запослено женско становништво                                                                    | 3134     |
| 131 | Незапослена популација                                                                           | 265      |
| 132 | Незапослена мушка популација                                                                     | 239      |
| 133 | Незапослена женска популација                                                                    | 26       |
| 134 | Становништво без права на здравствене услуге                                                     | 22547    |
| 135 | Становништво које има право на здравствене услуге                                                | 18090    |
| 136 | Становништво које има право на ИМСС                                                              | 2414     |
| 137 | Становништво које има право на социјално осигурање                                               | 416      |
| 138 | Становништво које има право на државно социјално осигурање                                       | 14       |
| 139 | Становништво које има право на опште осигурање или здравствено осигурање за нову генерацију      | 15143    |
| 140 | Становништво које је било једном или није било у браку током 12 година и више                    | 9968     |
| 141 | Венчано или уједињено становништво од 12 година и више                                           | 15868    |
| 142 | Становништво које је било у браку или уједињено 12 година и више                                 | 2412     |
| 143 | Становништво са католичком религијом                                                             | 37880    |
| 144 | Протестанти, еванђелисти и библијски следбеници различити од еванђелиста                         | 1768     |
| 145 | Становништво са другим религијама различитим од претходних                                       | 1        |
| 146 | Становништво без религије                                                                        | 523      |
| 147 | Укупно пописаних домаћинства                                                                     | 8977     |
| 148 | Пописна домаћинства на челу са мушкарцима                                                        | 7017     |
| 149 | Пописна домаћинства на челу са женама                                                            | 1960     |
| 150 | Становништво у пописним домаћинствима                                                            | 40517    |
| 151 | Становништво у пописним домаћинствима на челу са мушкарцима                                      | 33263    |
| 152 | Становништво у пописним домаћинствима на челу са женама                                          | 7254     |
| 153 | Укупно домаћинстава                                                                              | 10831    |
| 154 | Укупно насељених домаћинстава                                                                    | 9007     |
| 155 | Укупно приватних кућа                                                                            | 10801    |
| 156 | Насељени приватни домови                                                                         | 8977     |
| 157 | Укупно насељених приватних кућа                                                                  | 9006     |
| 158 | Ненасељене приватне куће                                                                         | 1248     |
| 159 | Појединачна домаћинства за привремену употребу                                                   | 576      |
| 160 | Становници у насељеним приватним кућама                                                          | 40517    |
| 161 | Насељеност станара у приватним становима                                                         | 4.51     |
| 162 | Просечно становника по соби у приватним насељеним домаћинствима                                  | 1.54     |
| 163 | Појединачна домаћинства са подовима од различитих материјала од земље                            | 7010     |
| 164 | Појединачна домаћинства у приземљу                                                               | 1953     |
| 165 | Појединачна домаћинства са једном спаваћом собом                                                 | 5032     |
| 166 | Појединачна домаћинства са две спаваће собе и више                                               | 3928     |
| 167 | Појединачна домаћинства са једним собом                                                          | 1152     |
| 168 | Појединачна домаћинства са две собе                                                              | 2754     |
| 169 | Појединачна домаћинства са 3 собе и више                                                         | 5051     |
| 170 | Појединачна домаћинства која имају електрично светло                                             | 8675     |
| 171 | Појединачна домаћинства која немају електрично светло                                            | 283      |
| 172 | Појединачна домаћинства која имају водоводну воду у стамбеном простору                           | 7807     |
| 173 | Појединачна домаћинства која немају водоводну воду у стамбеном простору                          | 1151     |
| 174 | Појединачна домаћинства која имају тоалет                                                        | 8653     |
| 175 | Појединачна домаћинства која имају канализацију                                                  | 6530     |
| 176 | Појединачна домаћинства која немају канализацију                                                 | 2422     |
| 177 | Појединачна домаћинства која имају електрично светло, довод воде из јавне мреже и канализацију   | 5821     |
| 178 | Појединачна домаћинства без икаквих услова                                                       | 542      |
| 179 | Појединачна домаћинства која имају радио                                                         | 6068     |
| 180 | Појединачна домаћинства која имају телевизор                                                     | 7923     |
| 181 | Појединачна домаћинства која имају фрижидер                                                      | 3514     |
| 182 | Појединачна домаћинства која имају машину за веш                                                 | 1719     |
| 183 | Појединачна домаћинства која имају аутомобил или комби                                           | 1718     |
| 184 | Појединачна домаћинства која имају рачунар                                                       | 400      |
| 185 | Појединачна домаћинства која имају фиксну телефонску линију                                      | 1017     |
| 186 | Појединачна домаћинства која имају мобилни телефон                                               | 2877     |
| 187 | Појединачна домаћинства која имају приступ интернету                                             | 163      |